# Computación de alto rendimiento

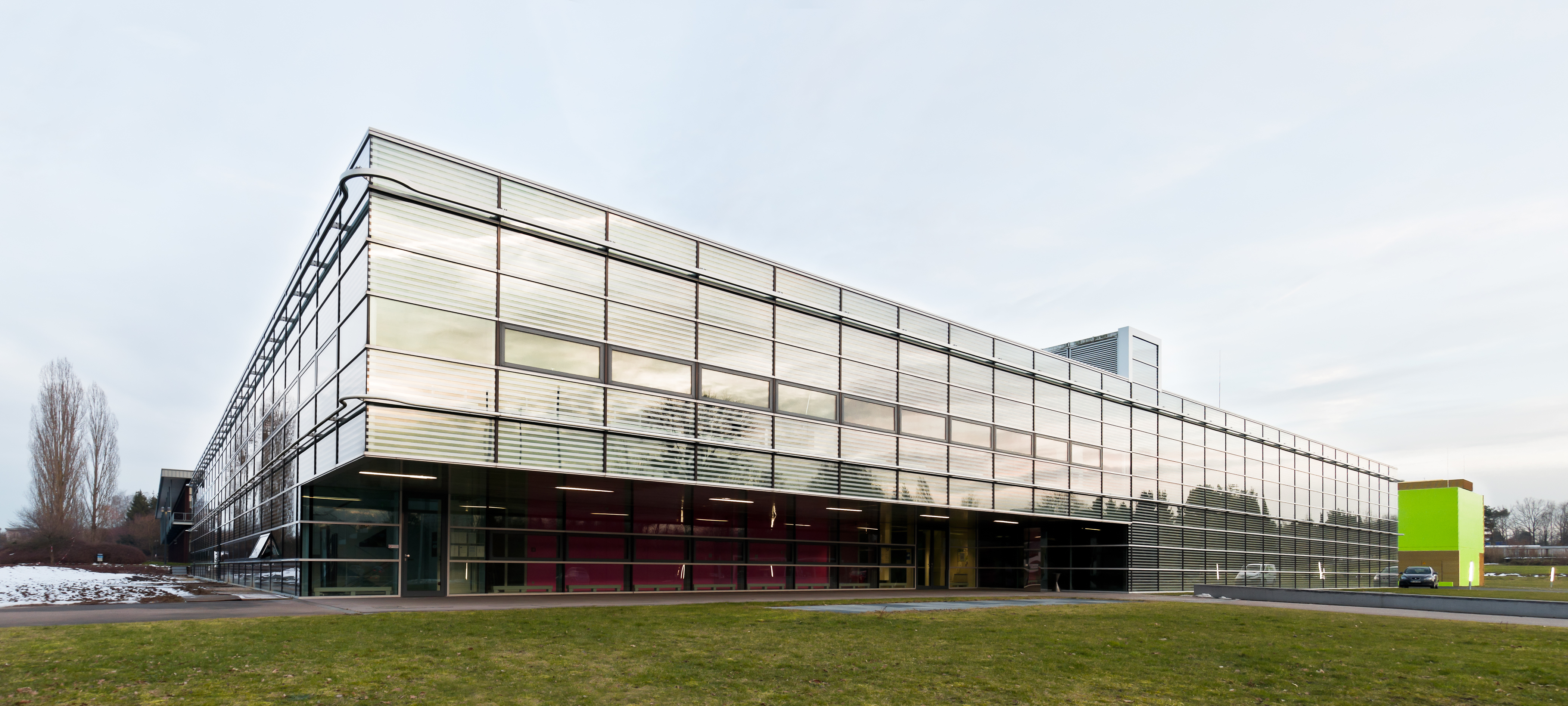
Centro de Computación de Alto Rendimiento en Stuttgart, Alemania.

La computación de alto rendimiento (del inglés: high-performance computing o HPC) implica usar la potencia computacional agregada de cálculo para resolver problemas complejos en ciencia, ingeniería y gestión. Esto significa que no se trata de una tecnología predeterminada, sino de un procedimiento que pone a disposición el rendimiento y las capacidades de almacenamiento de diferentes ordenadores. 
La mayoría de las ideas actuales de la computación distribuida se han basado en la computación de alto rendimiento.

## Clústeres de alto rendimiento
En cuanto a la estructura del procedimiento de la computación de alto rendimiento, esta suele entrelazar diferentes nodos para crear clusters de supercomputadores (clústeres de alto rendimiento) 